# 7285 Seggewiss
7285 Seggewiss este un asteroid din centura principală de asteroizi.

## Descriere
7285 Seggewiss este un asteroid din centura principală de asteroizi. A fost descoperit pe 2 martie 1990 la Observatorul La Silla de Eric Walter Elst. El prezintă o orbită caracterizată de o semiaxă mare de 2,57 ua, o excentricitate de 0,20 și o înclinație de 12,0° în raport cu ecliptica.